# Karl Oscar Bertling

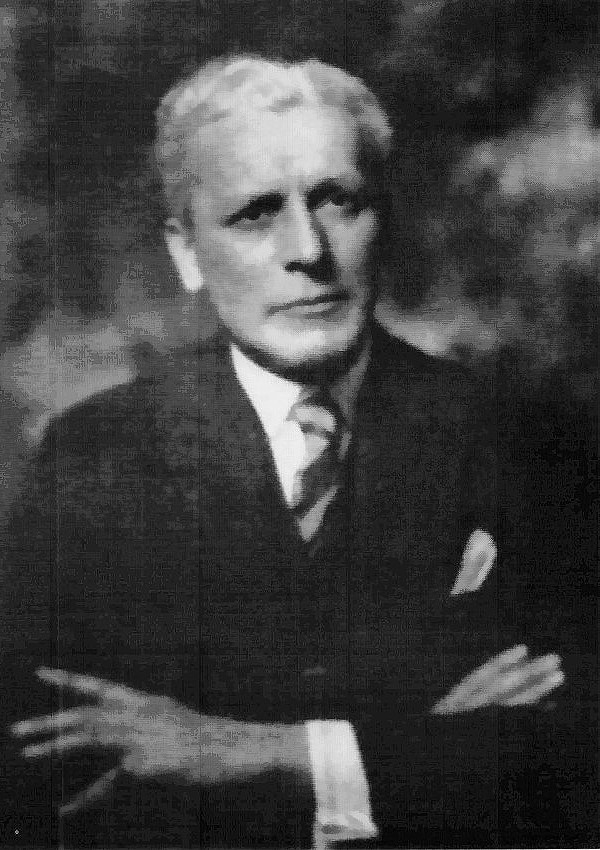
Karl Oscar Bertling vor 1930

Karl Oscar Bertling (* 21. April 1875 in Bonn; † 17. März 1952 in Berlin) war ein deutscher Philologe und Amerikanist.

## Leben
Nach Studien in Göttingen, Halle, Bonn und an der Harvard-Universität (dort M.A.) promovierte Bertling bei Eugen Kühnemann an der Universität Breslau mit „Studien zur Philosophie Ermersons“. Fast unmittelbar darauf trat er als Assistent in das eben (1910) eröffnete Berliner Amerika-Institut ein. Der Erste Weltkrieg überraschte ihn in Amerika, wo er nach dem Kriegseintritt der USA 1917 als feindlicher Ausländer interniert wurde. Als er 1919 nach Deutschland zurückkehren konnte, wurde ihm noch in demselben Jahr die Leitung des Amerika-Instituts anvertraut. Er vertrat 1919/20 in der Presseabteilung der Reichsregierung das amerikanische Referat. 1940 wurde er pensioniert. Seine Stelle als Oberassistent erhielt Rudolf Böhringer, ein Schüler Friedrich Schönemanns.
Bertling war Mitglied und Vorstand in zahlreichen Organisationen, so der Deutschen Akademie, der Deutschen Gesellschaft, dem Bund der Auslandsdeutschen (Abt. Amerika), dem P.E.N.-Club und dem Rotary-Club.